# トゥラーノ・ロディジャーノ
トゥラーノ・ロディジャーノ（伊: Turano Lodigiano）は、イタリア共和国ロンバルディア州ローディ県にある、人口約1,500人の基礎自治体（コムーネ）。

## 地理

### 位置・広がり

#### 隣接コムーネ
隣接するコムーネは以下の通り。括弧内のCRはクレモナ県所属を示す。
- クレデーラ・ルッビアーノ (CR)
- モスカッツァーノ (CR)
- カヴェナーゴ・ダッダ
- マイラーゴ
- ベルトーニコ
- セクニャーゴ
- カザルプステルレンゴ
- テッラノーヴァ・デイ・パッセリーニ

### 地勢・地形
- 河川：アッダ川

### 気候分類・地震分類
気候分類では、zona E, 2579 GGに分類される。
また、イタリアの地震リスク階級 (it) では、zona 3 (sismicità bassa) に分類される。